# Дејкван Кук
Дејкван Кук (енгл. Daequan Cook; Дејтон, Охајо, САД, 28. април 1987) амерички је кошаркаш. Може играти на позицијама бека и крила.
Изабран је у 1. кругу (21.укупно) НБА драфта 2007. од Филаделфија севентисиксерса али је одмах мењан у Мајами хит. Био је победник такмичења у брзом шутирању тројки на НБА Ол-стар викенду 2009. године.

## Средња школа
Кук је похађао средњу школу „Paul Laurence Dunbar High School“. На трећој години био је кључан играч за успехе своје екипе. Одвео их је до „Ohio Division II“ полуфинала, где су изгубили од каснијих шампиона „Upper Sandusky High School“. На четвртој години просечно бележи 24,5 поена, 6 скокова и 5 асистенција, и предводи своју екипу до „Ohio Division II“ титуле првака. Изабран је у Мекдоналдс Ол-Американ петорку. У тој утакмици постигао је 18 поена у победи Запада 112-94. Кук је у истој екипи заиграо и са Грегом Оденом и Мајком Конлијем јуниром када су освојили Биг тајм наслов првака у Лас Вегасу. Кук је био водећи стрелац екипе.

## Универзитет
Кук је на универзитету Охајо стејт просечно бележио 10,7 поена, 4,5 скокова, 1,1 асистенцију, те 0,7 украдених лопти за 20,4 одигране минуте. Дана 20. априла 2007. одлучио се заједно са својим саиграчима Грегом Оденом и Мајком Конлијем јуниором пријавити на НБА драфт 2007. године.

## НБА
Кук је у својој првој сезони просечно бележио 8,8 поена, након чега је послат у развојну лигу. Након повратка у Мајами у утакмици са ЛА клиперсима постигао је 23 поена. 4. марта 2009. у утакмици са Сансима постигао је 27 поена, уз шут 6/8 иза линије за трицу. Кук је наступао на такмичењу у тројкама на Ол-Стар викенду 2009, где је победом окончао владавину Џејсона Капона у том такмичењу.